# ドデカネス諸島戦役
ドデカネス諸島戦役（ドデカネスしょとうせんえき：ギリシア語: Μάχη της Δωδεκανήσου; ドイツ語: Dodekanes-Feldzug）は、1943年9月8日から11月22日にかけてエーゲ海東部のイタリア領ドデカネス諸島を巡って行われた一連の戦闘である。
イタリア降伏後の1943年9月、イギリス軍を中心とした連合軍はドデカネス諸島を攻略し、ドイツ占領下のバルカン半島に対する連合軍の反攻拠点として使用しようとしたために開始された。しかし、この連合軍の作戦は失敗に終わったため、ドデカネス諸島全島は2ヶ月以内にドイツ軍の手に落ち、連合軍は人員や艦船に大きな被害を受けた。また、この戦いは、大戦中最後の大きなドイツ軍の勝利であった。

## 背景

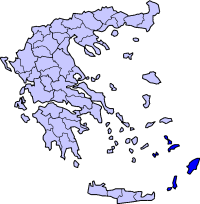
ギリシャにおけるドデカネス諸島の位置

ドデカネス諸島はエーゲ海の南東部に浮かぶ島々で、1912年の伊土戦争以降イタリア領となっていた。イタリア統治下で、戦略的に重要な位置にあるこれらの島は、地中海東部におけるイタリアの領土的野心の中心となった。諸島で最大の島、ロードス島（ロドス島）は、主要な陸軍及び航空部隊の基地となった。また、良港を持つレロス島は、強固に要塞化された航空基地になり、ムッソリーニは「地中海のコレヒドール」と豪語した。
1941年4月にギリシャが陥落し、さらに5月に入って連合国はクレタ島を失ったことで、ギリシャ本土と多くの島々はドイツ軍とイタリア軍の占領下に置かれた。最終的に1942年10月に枢軸国が北アフリカでの戦いで敗北すると、この地域に興味を持っていたウィンストン・チャーチルは、ドデカネス諸島に目を向けたため、イギリスはドデカネス諸島とクレタ島攻略作戦を考案した。これらの島を攻略することで、枢軸国から地中海の優れた前線基地を奪うだけではなく、中立国トルコに対して参戦への圧力を与えるものでもあった。1943年1月14日のカサブランカ会談において最初の行動許可は得られ、1月27日にチャーチルは計画策定を命じた。
アコレイド作戦 (Operation Accolade) というコードネームがつけられた計画は、3個歩兵師団、1個装甲旅団とその支援部隊によるロードス島及びカルパトス島への直接攻撃であった。強固に防備され、強力なドイツ軍のいるロードス島への上陸は取りやめになった。計画者が直面した大きな問題は、航空戦力の不足によりドイツ空軍への対抗が困難である、ということであった。さらに、シチリア島への上陸作戦が迫っていたことで、実行はより難しくなった。アメリカはこの作戦に懐疑的であり、この作戦がイギリスの戦後の利益を目的としたものだとみなしており、また、イタリアへの侵攻にとっても不必要な陽動であると考えていたため、アメリカは支援を拒否した。
1943年8月、イタリア降伏の可能性が高まると、イギリスはアコレイド作戦をスケールダウンした作戦の準備を開始した。英印軍第8歩兵師団を中心とした部隊が集結を開始し、アメリカにP-38による航空支援を要請した。しかしながら、ケベック会談でアメリカはイギリスの計画に同意せず、作戦のため集結していた戦力は他の戦線に送られた。それは9月8日に起こるイタリア降伏のわずか1週間前のことであった。

## 初期の連合軍とドイツ軍の動き――ロードス島の陥落
イタリアの降伏および連合軍との休戦が知らされると、ドデカネス諸島駐留イタリア軍兵士の大半は、連合軍と共に戦うかイタリア本国へ戻ることを望んだ。しかし、主にギリシア本土に展開していたドイツ軍はイタリアの降伏を予期しており、多数の島々を占領するためにアレクサンダー・レーア上級大将 (Alexander Löhr) 指揮下のE軍集団の部隊を急行させた。
ドデカネス諸島において最も有力な部隊は、ウルリッヒ・クレーマン中将 （Ulrich Kleemann） 指揮下の突撃師団「ロードス」 (Sturm-Division Rhodos) の7,500名であった。同師団は1943年夏、ロードス島において編成されたが、同島はドデカネス諸島の行政の中心であると同時に、3ヵ所の軍用飛行場を擁しており、連合国とドイツどちらにとっても主要な軍事目標であった。
9月8日、カステロリゾ島のイタリア軍守備隊はイギリス軍の分遣隊に降伏し、数日のうちに連合軍の艦艇によって増援が送りこまれた。翌9日、ジェリコー卿 (George Jellicoe) を長とするイギリスの使節団が、イタリアの指揮官イニーゴ・カンピオーニ (Inigo Campioni) に対して連合国側に加わるよう説得するために、落下傘でロードス島に降下した。しかし、ドイツ軍はすばやい行動によって先手を取った。同日、イタリア側の決定を待たずに、クレーマンは40,000名からなるイタリア軍に対し攻撃を開始し、11日までに降伏に追い込んだ。
この失敗にもかかわらず、イギリスは他の島、特にコス島、サモス島、レロス島の3島の攻略を推し進めた。それらの島々を拠点に、イギリスはイタリアの協力を得て、最終的にロードス島に対する効果的な攻撃が可能になると期待していたからである。9月10日から17日の間に、イギリス軍第234歩兵旅団、特殊舟艇部隊（SBS, Special Boat Service）、長距離砂漠挺身隊（LRDG, Long Range Desert Group）がイギリス海軍やギリシャ海軍支援のもと海から攻撃を行い、また第11パラシュート大隊やギリシャ軍の特殊部隊である神聖隊がイギリス空軍や南アフリカ空軍支援のもとで空から攻撃を行った結果、コス島、カリムノス島、サモス島、レロス島、シミ島、アスティパレア島を占領した。
これに対してドイツ軍もすぐに行動を開始し、9月19日までにカルパトス島、カソス島およびイタリア占領下にあったスポラデス諸島、キクラデス諸島の島々を占領した。9月23日には、クレタ島駐留の第22歩兵師団師団長フリードリッヒ＝ヴィルヘルム・ミュラー中将 (Friedrich-Wilhelm Müller) に対して、コス島とレロス島の占領が命令された。

## コス島の戦い

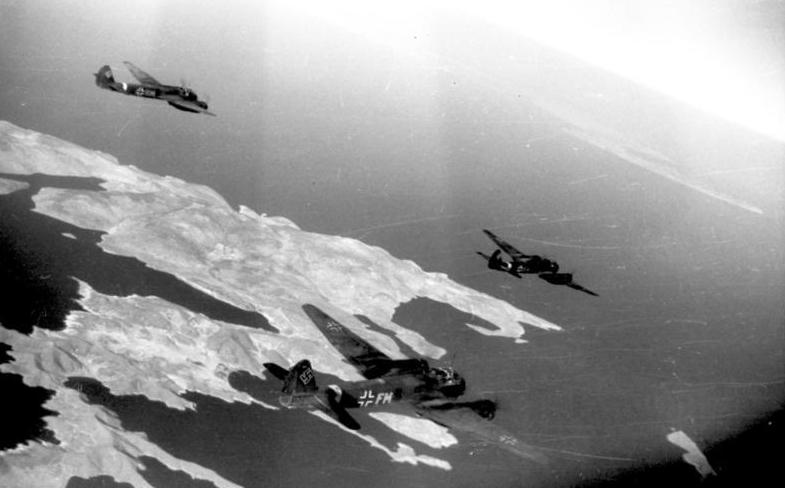
コス島爆撃に向かうドイツ空軍のJu 88爆撃機

コス島には連合軍側唯一の飛行場があったため、ドイツ空軍は9月18日からコス島に対する爆撃を始めた。同時に、航空機の増援も到着し始め、10月1日までにこの地域のドイツの作戦機は362機になった。
コス島の連合軍兵力はイギリス軍は約1,500名、イタリア軍約3,500名であった。10月3日、ドイツ軍は島への上陸（アイスベーア (Eisbär) 作戦）を成功させ、その日のうちに島の中心地郊外にまで達した。イギリス軍は夜の内に撤退し、翌日降伏した。コス島の失陥は連合軍にとって大きな打撃となり、連合軍は航空支援を失うことになった。
9月11日、ヒトラーによって捕虜となったイタリア軍士官に対する処刑命令が発令されたため、コス島占領後の10月3日、ドイツ軍はコス島駐留イタリア軍の指揮官フェリーチェ・レッジョ（Felice Leggio）をはじめとした111名の士官を処刑した。

## レロス島の戦い
レロス島の連合軍兵力はイギリス軍約3,000名、イタリア軍約8,500名であった。9月26日からレロス島に対する長期間にわたる爆撃の始まり、11月12日に海と空から同時にドイツ軍の侵攻（レオパルト (Leopard) 作戦、後にタイフン (Taifun) 作戦）が開始された。ドイツ軍は速やかに島を二つに分断し、連合軍は11月16日に降伏した。ドイツ軍の死傷者は520名で、イギリス兵3,200名とイタリア兵5,350名が捕虜となった。

## 海軍の作戦
戦いの舞台は多くの島が散在する場所であり、両軍とも増援や補給は海上部隊に頼らざるを得ないため、この戦いでの海軍の役割ははっきりしている。しかし、最初は両軍の海軍の存在は大きくなかった。連合軍の艦船の多くは、地中海中央部でイタリアでの戦いの支援に当たっており、一方ドイツ海軍はエーゲ海に大きな海軍兵力は有していなかった。しかし、ドイツは優勢な航空兵力を有していて、連合軍の艦船に多くの損害を与えた。
エーゲ海方面のドイツ軍司令官、ヴェルナー・ランゲ中将 (Werner Lange) は、孤立したドイツ軍への増援や連合軍に対する作戦を行うと同時に、イタリア軍捕虜のギリシャ本土への移送も行っていた。一方、連合軍の艦船はそれらの阻止しようとしていた。
9月14日、連合軍艦船に最初の損失が生じた。ギリシャ海軍の潜水艦カトソニス（Y-1 Κατσώνης）が駆潜艇UJ2101に体当たりされ沈没した。9月18日、イギリス海軍の駆逐艦エクリプス、フォークナーとギリシャ海軍の駆逐艦ヴァシリッサ・オルガ（ΒΠ Βασίλισσα Όλγα） は、アスティパレア島の近くで駆潜艇UJ2104と2隻の貨物船からなる船団を全滅させた。9月23日、ロードス島の南方海上でイギリス海軍の駆逐艦エクリプスがイタリア兵捕虜1576名を輸送中の船ガエターノ・ドニゼッティを撃沈し、護衛の水雷艇TA10 を大破させた。1ヵ月後、イタリア軍捕虜を乗せた貨物船シンフラがB-25爆撃機やブリストル ボーファイターによる航空攻撃によって沈没した。この船には2,389名のイタリア軍捕虜と71名のギリシャ軍捕虜およびドイツ兵204名が乗っていたが、救助されたのは539名であった。
ドイツ空軍も攻撃をおこない、9月26日に25機のJu 88爆撃機がギリシャ海軍のヴァシリッサ・オルガとイギリスのイントレピッドの2駆逐艦をレロス島ラッキ湾で撃沈し、10月1日にはイタリア海軍の駆逐艦エウロを撃沈した。さらに10月9日にはイギリス海軍の駆逐艦パンサーを沈め、防空巡洋艦カーライルに修理不能の損害を与えた。
コス島失陥による航空支援の途絶後、連合国の海軍はレロス島とサモス島への補給に重点を移し、その活動は主に夜間に行われた。10月22日から24日の間に、カリムノス島東方にあったドイツの機雷原でイギリス海軍の駆逐艦ハーワース、エクリプスが沈没し、ギリシャ海軍の駆逐艦アドリアス （Αδρίας Ι (L-67) ）が艦首を失った。アドリアスはどうにか中立国のトルコへ逃れ、そこからエジプトのアレクサンドリアへと向かった。
11月10日から11日の夜、イギリス海軍の駆逐艦ペタード、ロックウッドとポーランド海軍の駆逐艦クラコヴィアック（Krakowiak）がカリムノス島を砲撃し、イギリス海軍の駆逐艦フォルクナーは、レロス島攻撃のためドイツ軍が集結していたコス島を攻撃した。しかし、25隻の小艦艇に護衛されたドイツの船団は11月12日、無事にレロス島に到着した。続く夜、連合軍の駆逐艦はドイツ船を捜索したが、何も発見できず、レロス島のドイツ軍陣地を攻撃したに留まった。11月16日にレロス島が陥落すると、連合軍の艦艇はドデカネス諸島海域から撤退した。
この時までにドイツ軍は誘導爆弾Hs 293を搭載するDo 217爆撃機の部隊を配備していて、11月11日にイギリスの駆逐艦ロックウッドを大破させ、その2日後には駆逐艦ダルヴァートン撃沈という戦果をあげた。
一連の戦闘で連合軍は1隻の巡洋艦、6隻の駆逐艦、2隻の潜水艦などを失った。

## その後
レロス島の陥落後、サモス島や他の小さな島は放棄された。ドイツ軍はサモス島に対してJu 87爆撃機による爆撃を行い、2,500名のイタリア軍は11月22日に降伏した。ドイツ軍は11月18日にパトモス島、フルニ島、イカリア島を占領し、ドデカネス諸島全島はドイツ軍の占領下となった。その後、ドデカネス諸島は1945年5月8日の終戦までドイツ軍が保持した。
このドデカネス諸島戦役は、マーケット・ガーデン作戦を除くと第二次世界大戦におけるイギリス陸軍の最後の大きな敗北であり、またドイツ軍最後の勝利の一つである。ドイツの勝利は主に制空権を保持していたことにより、連合軍艦艇に大きな損害を与えられたため、ドイツ軍は効果的に部隊の補給、支援することが可能となったためである。